# Acacia trachyphloia
Acacia trachyphloia é uma espécie de leguminosa do gênero Acacia, pertencente à família Fabaceae.